# Stuurlint

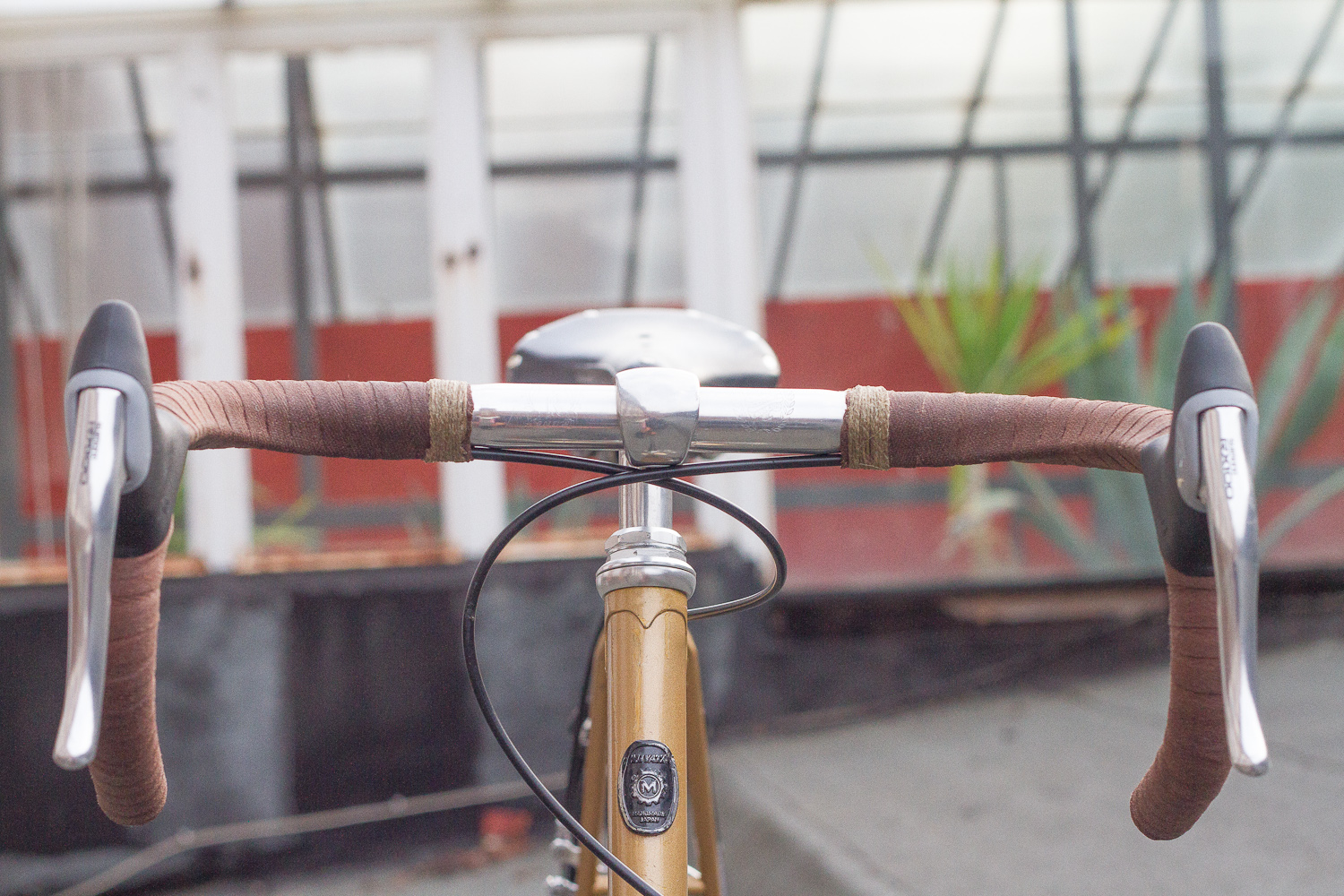

Stuurlint is een doorgaans zelfklevend lint, dat rond het stuur van vooral racefietsen wordt gewikkeld. Dit maakt het stuur stroef, zodat er goed grip ontstaat. Afhankelijk van het materiaal kan stuurlint ook min of meer schokken absorberen. 
Stuurlint is verkrijgbaar in veel verschillende kleuren en materialen zoals katoen, rubber, leer en diverse kunststoffen. In zogeheten kurklint zijn kleine stukjes kurk ingebed in rubber of kunststof, voor extra comfort.
Stuurlint wordt vaak aan de einden van de stuurbuis vastgezet met een speciale dop, en aan de binnenkant van het stuur met een stukje isolatieplakband of soortgelijk materiaal. 